# Hero (Van Canto-album)
Hero är det tyska a-cappella/power metal-bandet Van Cantos andra studioalbum, utgivet i september 2008 på GUN Records. Albumet återutgavs 2009 på Napalm Records.
Skivan innehåller fler covers än debuten, däribland på låtar av Manowar och Iron Maiden. Hansi Kürsch (Blind Guardian) bidrar med gästsång på "Take to the Sky".
Musikvideor spelades in till "Speed of Light" "Kings of Metal" och "Wishmaster".

## Låtlista
1. "Speed of Light" – 4:23
2. "Kings of Metal" (Manowar-cover) – 3:41
3. "Pathfinder" – 4:48
4. "Wishmaster" (Nightwish-cover) – 4:22
5. "The Bard's Song – In the Forest" (Blind Guardian-cover) – 3:09
6. "Quest for Roar" – 3:32
7. "Stormbringer" (Deep Purple-cover) – 3:51
8. "Take to the Sky" – 4:41
9. "Fear of the Dark" (Iron Maiden-cover) – 7:09
10. "Hero" – 05:18

Bonusspår på nyutgåvan
1. "Carry On" (Angra-cover) – 5:10

## Medverkande
Musiker
- Dennis "Sly" Schunke – leadsång
- Inga Scharf – leadsång
- Stefan Schmidt – låg rakkatakkasång
- Ross Thompson – hög rakkatakkasång
- Ingo Sterzinger – djup dan-dansång
- Bastian Emig – trummor

Gästmusiker
- Hansi Kürsch – sång

Produktion
- Charlie Bauerfeind – producent, mixning, mastering
- Oliver Sommer – musikvideoregissör
- Thomas Ewerhard – omslagskonst
- Marcus Kösters – foto
- Angst-im-Wald – foto